# Rosa (Familienname)
Rosa, Rosà oder Roša ist ein Familienname. Zu Herkunft und Bedeutung siehe Rosa.

## Namensträger

### A
- Adelaide da Rosa, osttimoresische Polizistin
- Adrian Rosa (* 1971), englischer Snookerspieler
- Afonso Cláudio de Freitas Rosa (1859–1934), brasilianischer Politiker, Richter, Hochschullehrer und Autor
- Alessandro Beti Rosa (* 1977), brasilianischer Fußballtorhüter
- Alexander Rosa (* 1937), kanadisch-slowakischer Mathematiker
- Aldo Vieira da Rosa (1917–2015), brasilianischer Ingenieurwissenschaftler
- Anna Palm de Rosa (1859–1924), schwedische Landschaftsmalerin
- Antonín Rosa (* 1988), tschechischer Fußballspieler
- António Rosa Coutinho (1926–2010), portugiesischer Politiker und Admiral
- António Ramos Rosa (1924–2013), portugiesischer Lyriker
- Antonio Santarsiero Rosa (* 1951), italienischer Ordensgeistlicher, Bischof von Huacho
- Aracy de Carvalho Guimarães Rosa (1908–2011), brasilianische Gerechte unter den Völkern, siehe Aracy de Carvalho
- Archimede Rosa (1899–1953), italienischer Automobilrennfahrer
- Augusto Rosa (1738–1784), italienischer Architekt

### B
- Bernhard Rosa (1624–1696), deutscher Abt von Grüssau

### C
- Carl Rosa (1842–1889), britischer Dirigent und Theaterintendant
- César Maria de Serpa Rosa (1899–1968), portugiesischer Kolonialoffizier
- Chiara Rosa (* 1983), italienische Leichtathletin
- Claudio Rosa (* 1935), brasilianischer Radrennfahrer
- Cristian da Rosa (* 1987), brasilianischer Radrennfahrer

### D
- Daniel António Rosa, angolanischer Diplomat
- Daniele Rosa (1857–1944), italienischer Zoologe und Evolutionsbiologie
- Diego Rosa (Radsportler) (* 1989), italienischer Radrennfahrer
- Diego Rosa (Fußballspieler) (* 2002), brasilianischer Fußballspieler
- Diego M. Rosa (* 1953), italienischer Abt
- Dieter Mayer-Rosa (* 1936), Geophysiker
- Don Rosa (Gioachino „Keno“ Don Hugo Rosa; * 1951), US-amerikanischer Texter und Comiczeichner
- Dona Rosa (* 1957), portugiesische Fadosängerin

### E
- Eber da Rosa Viñoles (1949–1997), uruguayischer Rechtsanwalt und Politiker
- Edvaldo Alves de Santa Rosa (1934–2002), brasilianischer Fußballspieler, siehe Dida (Fußballspieler, 1934)
- Edward Bennett Rosa (1973―1921), US-amerikanischer Physiker
- Elisson Aparecido Rosa (* 1987), brasilianischer Fußballspieler, siehe Elisson
- Emerson Ferreira da Rosa (* 1976), brasilianischer Fußballspieler, siehe Emerson (Fußballspieler, 1976)
- Ercole Rosa (1846–1893), italienischer Bildhauer
- Erich Rosa (1901–1960), deutscher Landwirt und Politiker
- Euphrosyne Parepa-Rosa (1836–1874), britische Sängerin (Sopran)

### F
- Frederico Rosa (1957–2019), portugiesischer Fußballspieler

### G
- Gabrio Rosa (* 1954), italienischer Automobilrennfahrer
- Giovanni Titta Rosa (1891–1972), italienischer Schriftsteller und Literaturkritiker
- Gonzalo Rosa (* 1990), uruguayischer Fußballspieler
- Gregorio Rosa Chávez (* 1942), salvadorianischer Geistlicher, Kardinal und Weihbischof in San Salvador
- Gudula Rosa, deutsche Blockflötistin und Musikpädagogin

### H
- Hartmut Rosa (* 1965), deutscher Soziologe und Politikwissenschaftler
- Hernâni José da Rosa (Hernâni; * 1984), brasilianischer Fußballspieler
- Hervé Di Rosa (* 1959), französischer Künstler
- Henrique Pereira Rosa (1946–2013), guinea-bissauischer Politiker, Präsident 2003 bis 2005
- Hermann Rosa (1911–1981), deutscher Bildhauer
- Humberto Rosa (1932–2017), argentinisch-italienischer Fußballspieler und -trainer

### I
- Isaac Rosa (* 1974), spanischer Autor und Kolumnist
- Ivan Bušić Roša († 1783), Anführer von Heiducken in der Herzegowina und Kroatien

### J
- Jair Rosa Pinto (Jair; 1921–2005), brasilianischer Fußballspieler
- Jeleaugh Rosa (* 2004), niederländische Fußballspielerin
- João Guimarães Rosa (1908–1967), brasilianischer Autor und Romancier
- Johannes Rosa (1532–1571), deutscher Historiker, Moralphilosoph und lutherischer Theologe
- John W. Rosa (* 1951), pensionierter Generalleutnant der US Air Force

### K
- Kelly Rosa (* 2004), brasilianische Handballspielerin

### L
- Lelita Rosa (1908–??), brasilianische Schauspielerin
- Lucien Rosa (* 1944), sri-lankischer Leichtathlet
- Luiz Henrique Rosa (1938–1985), brasilianischer Sänger und Gitarrist

### M
- Manlio Di Rosa (1914–1989), italienischer Fechter
- Marco Rosa (* 1982), italo-kanadischer Eishockeyspieler
- Marcello Rosa (1935–2024), italienischer Jazzmusiker
- María Jesús Rosa (1974–2018), spanische Boxerin
- Maria Crocifissa Di Rosa (1803–1855), italienische Ordensgründerin
- Mario Rosa (1932–2022), italienischer Historiker
- Mario de la Rosa (* 1974), spanischer Schauspieler
- Melchiorre Rosa (1884–1971), italienischer Komponist

### O
- Olívio da Rosa (* 1986), brasilianischer Fußballspieler
- Onofre Cândido Rosa (1924–2009), brasilianischer Ordensgeistlicher, Bischof von Jardim

### P
- Pâmela Rosa (* 1999), brasilianische Skateboarderin
- Paolo Rosa (1949–2013), italienischer Videokünstler
- Paulo Sérgio Rosa (* 1969), brasilianischer Fußballspieler, siehe Viola (Fußballspieler)
- Pavel Rosa (* 1977), tschechischer Eishockeyspieler
- Pedro Rosa Mendes (* 1968), portugiesischer Journalist und Autor
- Pietro Rosa (1810–1891), italienischer Klassischer Archäologe, Topograph und Politiker

### R
- Rangel da Rosa (* 1996), brasilianischer Handballspieler
- Ricardo de Souza Rosa (* 1954), brasilianischer Ichthyologe
- Roberto Barthel Rosa (1906–1990), brasilianischer Diplomat
- Roberto Pinheiro da Rosa (* 1998), brasilianischer Fußballspieler
- Rodrigo Rey Rosa (* 1958), guatemaltekischer Schriftsteller und Übersetzer
- Rogelio de la Rosa (1916–1986), philippinischer Politiker, Schauspieler und Diplomat
- Romildo Santos Rosa (* 1973), brasilianischer Fußballspieler
- Rosa Rosà (1884–1978), italienische Schriftstellerin und Künstlerin des Futurismus

### S
- Salvator Rosa (1615–1673), italienischer Maler
- Sandro Chaves de Assis Rosa (* 1973), brasilianischer Fußballspieler
- Silvia Rosa Domingos, portugiesische Fußballschiedsrichterin
- Silvio Laurenti Rosa (1892–1965), italienischer Filmregisseur, Schauspieler und Drehbuchautor
- Sisto Rosa (~1585–1647), italienischer Maler, siehe Sisto Badalocchio

### T
- Tomás de Sousa Rosa (Diplomat) (Tomaz de Sousa Rosa; 1844–1918), portugiesischer Kolonialbeamter, Diplomat und Politiker
- Tomás de Sousa Rosa (General) (1867–1929), portugiesischer General

### V
- Václav Jan Rosa (um 1620–1689), tschechischer Jurist, Dichter und Philologe
- Virgínia Rosa (* 1966), brasilianische Sängerin
- Vitória Cristina Rosa (* 1996), brasilianische Sprinterin
- Vittorio Rosa (* 1896; † unbekannt), italienisch-argentinischer Automobilrennfahrer